# Rui Vitória
Rui Carlos Pinho da Vitória (Vila Franca de Xira, Alverca do Ribatejo, 16 de Abril de 1970) é um treinador e ex-futebolista português. Atualmente comanda o Panathinaikos.

## Carreira como jogador
Nascido em Vila Franca de Xira, Alverca do Ribatejo, no dia 16 de Abril de 1970, passou por 5 clubes ao todo na sua carreira de futebolista, nunca tendo jogado em divisões de topo - a mais alta divisão em que competiu foi a 3ªDivisão.
Foi no Vilafranquense onde passou a maior parte da sua carreira, clube onde iniciou em 2002/2003 a carreira de treinador.
Durante os anos como futebolista, jogou como médio, tendo pendurado as botas em 2002/2003, com 32 anos.

## Carreira como treinador
Enquanto jogador de futebol, estudou na Faculdade de Motricidade Humana, onde acabou por se licenciar em Educação Física.
Rui Vitoria iniciou a sua carreira de treinador em 2002/03 no Vilafranquense, onde antes fora jogador.
Ao fim de duas épocas, deixa o clube para treinar os juniores no Sport Lisboa e Benfica, em 2004. A oportunidade de treinar os seniores surge em 2006 pelo C.D. Fátima, onde ajudou o clube a promover-se para a Segunda Liga na sua primeira temporada.
Durante quatro temporadas em Fátima, depois de descer na segunda, volta a subir em 2008-09.
Rui Vitória assumiu, em Julho de 2022, o comando da Selecção Egpícia de futebol. É um dos treinadores portugueses mais conceituados, contando já com 20 anos de carreira. 
Com um percurso repleto de êxitos pelos clubes por onde passou, Rui Vitória, 52 anos, iniciou a carreira no Vilafranquense em 2002/03, onde foi jogador e, em 2004, assumiu o comando dos juniores do SL Benfica. 
Seguiu-se o GD Fátima: ajudou a promover o clube à II Liga para, depois, no Paços de Ferreira, chegar a uma final da Taça de Portugal, prova que ganhou com o Vitória Sport Clube com um triunfo sobre o SL Benfica. 
Foi precisamente o clube encarnado que se seguiu no currículo do treinador português. Na Luz conquistou três campeonatos nacionais, uma Taça de Portugal, uma Taça da Liga e duas Supertaças; foi eleito o melhor treinador do campeonato por duas vezes. 
Avançou depois para o primeiro desafio no estrangeiro e mais motivos para sorrir: levou o Al Nassr à conquista do Campeonato da Arábia Saudita ao fim de 15 anos. Seguiu para o Spartak Moscovo, onde conseguiu o primeiro lugar na fase de grupos da Liga Europa, antes de sair por mútuo acordo.
Lançou jogadores como: Ederson, André Horta, Nuno Santos, Rubén Dias, Bruno Varela, João Carvalho, Diogo Gonçalves, Gédson, João Felix, Alfa Semedo, Jota e Ricardo Pereira
Conseguiu qualificar para fase a eliminar da Liga Europa o Spartak de Moscovo após 20 anos sem o conseguir, foi considerado duas vezes o Melhor Treinador da Liga Portuguesa e conseguiu ser Campeão em 2 países diferentes.

### Paços de Ferreira
Em 2 de junho de 2010, Vitória substituiu Ulisses Morais no comando do F.C. Paços Ferreira. Na primeira época na primeira divisão termina em sétimo lugar e colhe os louros de vice-campeão na final da Taça da Liga, perdida para o Benfica.

### Vitória de Guimarães
Embora tenha começado a temporada seguinte, muda-se logo no final de agosto de 2011 para o Vitória de Guimarães, ocupando o lugar de Manuel Machado. No segundo ano, lidera o clube para a conquista da Taça de Portugal, derrotando o Benfica.
Foram quatro temporadas em Guimarães, onde conseguiu o apuramento para a Europa por duas vezes. A sua pior posição no clube minhoto foi em 2013-14, quando terminou no 10º lugar.

### Benfica
A 15 de Junho de 2015, o então campeão nacional português SL Benfica anuncia que Rui Vitória assinou um contrato com o clube por três épocas desportivas.
A primeira época como treinador do clube começou com um jogo extremamente difícil, Benfica - Sporting, o primeiro derby da época, para definir o detentor da Supertaça. Já de si um jogo dificil, por levar a combate os dois maiores rivais de Lisboa, provou-se ainda mais complicado devido aos ânimos acesos entre os treinadores. Do lado Sporting, estava Jorge Jesus, que tinha levado o Benfica a ser bicampeão nacional na época anterior. O jogo acabou com a vitória do treinador leonino. Foi o primeiro jogo oficial de Rui Vitória.
Rui Vitória teve dificuldade em aguentar a pressão do seu sucessor, que somava triunfos e alimentava polémicas, minimizando o trabalho do treinador do Benfica. A troca de palavras tornou-se mais acesa quando Vitória apelidou Jesus e "Mau colega" e obteve como resposta: "Mau colega? Eu como não o considero treinador não posso ser mau colega". Noutra conferência de imprensa ainda acrescentou a célebre "Tirei-o da toca, que é o que ele queria, vamos ver se o ferrari aguenta. Quando conduzes um ferrari, tens que ter andamento". Na época de 2015/2016, o Benfica perdeu 3 dos 4 jogos que disputou com o Sporting.
No entanto, apesar de um mau começo, a equipa do Benfica continuou a somar pontos e colou-se ao seu adversário Sporting na luta pelo título, que foi disputada até ao final do campeonato. Através de várias tácticas defensivas e de uma boa rotação de equipa, Rui Vitória conseguiu levar o Benfica aos Quartos-Finais da Liga dos Campeões, onde perdeu na primeira mão contra o Bayern Munique, por 1-0, fora, e empatou na segunda mão em casa, por 2-2, não conseguindo assim alcançar a passagem para a meia-final.
Em 15 de maio de 2016, Benfica sagra-se tricampeão nacional de futebol ao vencer o Nacional da Madeira no Estádio da Luz, no último jogo do campeonato, com Rui Vitória a suceder na lista dos campeões precisamente a Jorge Jesus e com um novo recorde de pontos (88), superando os 86 do F.C. Porto, de José Mourinho, em 2002/2003. Entre os técnicos na luta pelo campeonato, Rui Vitória foi, assim, o único a cumprir os objetivos, com Jorge Jesus, pelo Sporting, a ficar-se pelo segundo lugar, a 2 pontos do primeiro, e Julen Lopetegui, Rui Barros e José Peseiro a guiarem o F.C. Porto ao terceiro posto, a 15 pontos.
Em 20 de maio de 2016, conseguiu vencer, pela primeira vez, a Taça da Liga, no Estádio Cidade de Coimbra, frente ao Marítimo, com uma goleada de 6-2, naquele que foi o último jogo do extremo argentino Nico Gaitán, ao serviço do Benfica, que foi transferido para o Atlético de Madrid.
Em 7 de agosto de 2016, na Supertaça, venceu o Sporting de Braga, por 3-0.
Em 13 de maio de 2017, o Benfica sagra-se como tetracampeão nacional de futebol ao vencer, no Estádio da Luz, o Vitória de Guimarães por 5-0, no penúltimo jogo para o campeonato. Os golos foram marcados por Cervi, Jimenez, Pizzi e Jonas (que marcou dois golos, o segundo como penalidade). Rui Vitória conseguiu assim o feito raro no campeonato português - vencer dois campeonatos seguidos, ao entrar no clube.
Em 28 de maio de 2017, alcançou a dobradinha, vencendo no Jamor, a Taça de Portugal, num jogo também contra o Vitória de Guimarães. O resultado foi 2-1.
A 5 de Agosto, de 2017, para a Supertaça, venceu o Vitória de Guimarães, por 3-1, conquistando assim o troféu da prova pela 2ª vez consecutiva.
A 3 de Janeiro de 2019, e após três anos e meio no clube, chega a acordo de rescisão de contracto.

### Al Nassr
A 10 de Janeiro de 2019, Rui Vitória assina contrato de uma época e meia com o Al Nassr, clube saudita, onde auferiu um vencimento anual estimado em sete milhões de euros limpos.

### Spartak Moscovo
A 24 de maio de 2021 o clube russo Spartak Moscovo, anunciou via a sua conta oficial Twitter, que Rui Vitoria seria o seu novo treinador da equipa profissional de futebol.
Contudo, não conseguiu atingir grandes resultados no clube russo, saindo em dezembro de 2021, após uma derrota por 3-0 contra o Sochi. Deixou a equipa em 9° lugar na tabela da  Liga Russa, com 23 pontos.

## Títulos
CD Fátima
- Terceira Divisão: 2008–09

Vitória de Guimarães
- Taça de Portugal: 2012–13

SL Benfica
- Primeira Liga: 2015–16 e 2016–17
- Taça da Liga: 2015–16
- Supertaça Cândido de Oliveira: 2016 e 2017
- Taça de Portugal: 2016–17

Al-Nassr
- Liga Pro Saudita: 2018–19
- Supercopa da Arábia Saudita: 2019

### Prémios individuais
- Melhor Treinador da Primeira Liga: 2015–16 e 2016–17